# Gestrikefår
Gestrikefår är en svensk fårras som tillhör gruppen allmogefår i nordiska kortsvansfår. De härstammar från norra Gästrikland och har variation i färg och både baggar och tackor kan antingen ha horn eller vara kulliga. 
Gästrikefår har sitt ursprung i Mörtebo, Ockelbo och Järbo i Gästrikland och "återupptäcktes" 1994.